# فيليب فريدريك ديتريش
فيليب فريدريك ديتريش (بالفرنسية: Philippe-Frédéric de Dietrich)‏ هو عالم معادن ‏ وكيميائي وسياسي فرنسي، ولد في 14 نوفمبر 1748 في فرنسا، وتوفي في 29 ديسمبر 1793 في نفس البلد. حزبياً، نشط في الجيرونديون. وقد انتخب List of mayors of Strasbourg ‏ (16 مارس 1790 – 22 أغسطس 1792).